# 황금심
황금심(黃琴心, 1921년 12월 10일 ~ 2001년 7월 30일)은 대한민국의 가수이다. 일제강점기에 데뷔해 1960년대까지도 활발히 활동했다. 본명은 황금동(黃金童)이며 초기에 활동한 예명은 황금자(黃金子)이다.

## 생애
경상남도 동래군(東萊) 출생이나 어릴 때 경성부(京城府)로 이주해 자랐다. 1936년 15세의 나이에 오케레코드 전속가수 선발 모집에서 1등으로 입상하면서 가수로 데뷔하게 되었다. 그해 오케레코드사에서 발표한 〈왜 못 오시나요〉와 〈지는 석양 어이 하리오〉가 데뷔곡이다.
이후 작사가 이부풍의 소개로 빅타레코드로 옮겨 1938년 〈알뜰한 당신〉과 〈한양은 천리원정〉을 발표했는데, 이 음반이 대히트를 기록하면서 일약 인기 가수가 되었다. 〈알뜰한 당신〉은 이후로도 널리 불리면서 황금심의 대표곡으로 남아 있다. 이때 오케레코드사와 분쟁이 일어나 법정으로 가는 소동도 있었다.
황금심은 꾀꼬리처럼 고운 목소리로 '꾀꼬리의 여왕'이라는 별명으로 불렸으며, 민요조의 구성진 창법은 대중의 큰 사랑을 받았다. 일제 강점기에 남긴 히트곡으로는 리면상 작곡의 신민요인 〈울산 큰애기〉와 블루스곡 〈외로운 가로등〉을 비롯하여  〈마음의 항구〉, 〈알려주세요〉, 〈청치마 홍치마〉, 〈꿈꾸는 시절〉, 〈여창에 기대어〉, 〈만포선 천리 길〉, 〈날 다려가소〉, 〈한 많은 추풍령〉, 〈추억의 탱고〉 등이 있다.
이후 김용환이 조직한 빅타레코드 소속의 반도악극좌에서 활동하다가 〈타향살이〉의 가수 고복수와 만나 결혼했다. 이 사이에는 3남2녀가 출생했으며, 한국 전쟁으로 고복수가 납치되었다가 탈출하는 시련 속에 1952년 취입한 제주도를 소재로 한 노래 〈삼다도 소식〉이 히트하여 다시 인기를 이어갔다.
그러나 고복수의 사업이 계속 실패하면서 경제적인 어려움에 시달리게 되었으며, 고복수가 이 사업으로 인한 스트레스로 인해 고혈압과 식도염으로 투병하다가 세상을 떠났고, 이 때문에 황금심도 생계를 위해 영화와 드라마 주제가를 부르면서 많은 분량의 노래를 취입하게 되었다. 선우일선의 노래를 재취입한 〈대한팔경〉, 신민요 〈뽕따러 가세〉, 라디오 드라마 주제곡 〈장희빈〉, 영화 주제곡 〈피리 불던 모녀고개〉 등이 유명하다. 이렇게 1970년대까지 발표한 곡 수는 4천여 곡에 이른다.
당대의 스타 커플이었던 황금심과 고복수의 자녀들은 음악인이 되어 음악 가정을 이루었다. 맏아들은 트로트 가수 고영준, 둘째 아들은 가톨릭 복음가수 고영민, 둘째 며느리는 대학가요제 출신의 가수 손현희, 셋째 아들은 작곡가 고병준이다. 1996년부터 노환으로 인한 파킨슨병으로 힘든 투병생활을 하다 2001년 7월 30일 향년 80세로 세상을 떠났다.

## 소속
- 前 상록회 최고위원

## 학력
- 경성 덕수소학교 졸업

## 가족 관계
- 배우자 : 고복수 (1911년 12월 29일 ~ 1972년 2월 10일)
  - 장남 : 고영준 (1958년 ~ )
  - 차남 : 고영민 (195? ~ )
    - 며느리 : 손현희 (1962년 ~ )

  - 삼남 : 고병준 (1962년 ~ 2005년 1월 1일)

## 참고자료
- 이동순 (2007년 12월 13일). “[이동순의 가요이야기 .20] '한국의 마리아 칼라스' 황금심”. 영남일보. 2008년 7월 13일에 확인함.
- 우승현 기자 (2001년 7월 30일). “‘알뜰한 당신’황금심씨 별세 내일 연예협 가수葬으로”. 문화일보. 2008년 3월 1일에 확인함.